# سازمان ملی مبارزان قبرس
سازمان ملی مبارزان قبرس یک سازمان چریکی ناسیونالیست یونانی قبرسی بود که برای پایان دادن به حکومت بریتانیا در قبرس و برای اتحاد نهایی با یونان مبارزه کرد.